# Lisowicze (obwód witebski)
Lisowicze (biał. Лісавічы; ros. Лисовичи) – wieś na Białorusi, w obwodzie witebskim, w rejonie dokszyckim, w sielsowiecie Sitce.

## Historia
W czasach zaborów wieś leżała w gminie Sitce, w powiecie wilejskim w guberni wileńskiej Imperium Rosyjskiego.
W dwudziestoleciu międzywojennym wieś i folwark leżały w Polsce, w województwie wileńskim, w powiecie duniłowickim, od 1926 w powiecie dziśnieńskim, w gminie Parafianów.
Według Powszechnego Spisu Ludności z 1921 roku zamieszkiwało wieś i folwark 123 osoby, 118 było wyznania rzymskokatolickiego a 5 prawosławnego. Jednocześnie 95 mieszkańców zadeklarowało polską a 28 białoruską przynależność narodową. Były tu 22 budynki mieszkalne. W 1931 wieś w 21 domach zamieszkiwało 104 osoby, a folwark w 2 domach 17 osób. Folwark był również znany pod nazwą Lisowicze-Holubowo.
Wierni należeli do parafii rzymskokatolickiej w Parafianowie i prawosławnej w m. Sitce Wielkie. Miejscowość podlegała pod Sąd Grodzki w Dokszycach i Okręgowy w Wilnie; właściwy urząd pocztowy mieścił się w Parafianowie.